# Demi-Quartier
Demi-Quartier – miejscowość i gmina we Francji, w regionie Owernia-Rodan-Alpy, w departamencie Górna Sabaudia.
Według danych na rok 1990 gminę zamieszkiwało 866 osób, a gęstość zaludnienia wynosiła 97 osób/km² (wśród 2880 gmin regionu Rodan-Alpy Demi-Quartier plasuje się na 860. miejscu pod względem liczby ludności, natomiast pod względem powierzchni na miejscu 1209.).